# Gyeryong
Gyeryong is een stad in de Zuid-Koreaanse provincie Chungcheongnam-do. De stad telt bijna 41.000 inwoners en ligt in het westen van het land. Gyeryong is een relatief nieuwe stad. Voor 2003 maakte de stad nog onderdeel uit van Nonsan.